# Augustus Henry Keane
Augustus Henry Keane (1833-1912) foi um jornalista irlandês que escrevia sobre fatos etnológicos.

## Trabalhos
- Handbook of the History of the English Language (1875) Google Books.
- Ethnology of the Egyptian Sudan (1884)
- Codex Fejrvry-Mayer: An Old Mexican Picture Manuscript in the Liverpool Free Public Museums (12014/M) with Joseph Florimond Loubat
- The Early Chartered Companies (A.D. 1296-1858) (1896, 2002 reimpressão), com George Cawston; Google Books.
- Man Past and Present; o qual foi chamado de extremamente racista.[1]
- Ethnology: Fundamental Ethnical Problems; The Primary Ethnical Groups (1896), Google Books.
- The Boer States: land and people (1900)
- The Gold of Ophir - Whence Brought and by Whom? (1901); Google Books.
- The World's Peoples: A popular account of their bodily and mental characters; Google Books.